# Piancogno

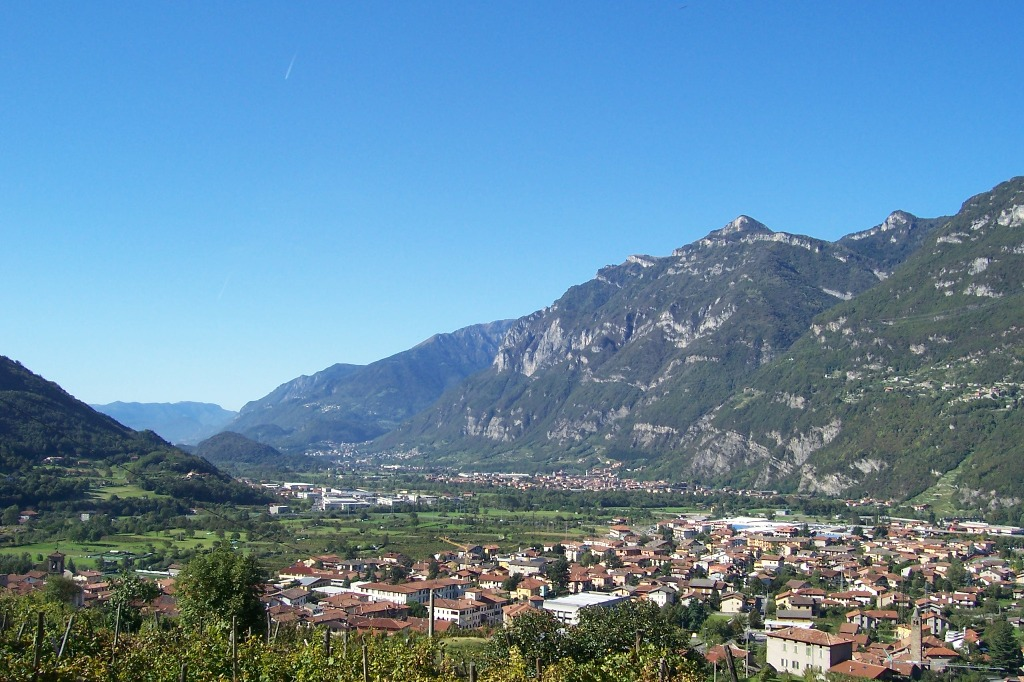
Piancogno von Esine aus gesehen

Piancogno ist eine norditalienische Gemeinde (comune) mit 4774 Einwohnern (Stand 31. Dezember 2023) in der Provinz Brescia in der Lombardei. Die Gemeinde liegt etwa 42,5 Kilometer nördlich von Brescia und ist Teil der Comunità Montana di Valle Camonica. Die Gemeinde liegt inmitten des Valcamonica am Oglio.

## Verkehr
Durch die Gemeinde zieht sich die Strada Statale 42 del Tonale e della Mendola. Gemeinsam mit der Nachbargemeinde Esine besteht im Ortsteil Cogno ein Bahnhof an der Bahnstrecke Brescia–Iseo–Edolo.